# こどものまち
「こどものまち」は、日本で300か所ほどに広がっている「まち」を模した遊びのプログラム。ドイツのミュンヘンで国際児童年を記念して1979年に行われた「ミニミュンヘン」を発祥としていて、日本国内で継続的に取り組まれるものとしては2002年以降、各地で行われ広がっている。子ども達のためのプログラムで、子ども支援、子育て支援の団体や社会教育団体、自治体等が実施主体となって多くの大人達の準備により、実行されている。
主催団体の企図により様々な類型があり、開催を通じて目指す事柄も多様なものとなっている。なお、一般呼称については「こどものまち（Kinderstadt）」「あそびのまち（Spielstadt）」の二つがあるが、全国の類する催しを総称する言葉として、鉤括弧付きの”「こどものまち」”と表記することを、初めての全国主催者会議で各地の主催者の話し合いのもと定義づけられた。

## 概要
「こどものまち」は、子どもだけで「まち」をつくる遊びのプログラムとして位置づけられる。多数の「お店屋さんごっこ」が同時に集積し、そのごっこ遊びの種類を「職業案内所・ハローワーク・ジョブセンター」で選べるようになっている。各々のごっこ遊びを体験した時間のぶん、その「まち」で流通する通貨を稼ぐことができる。
ドイツのミュンヘン市で1979年に初めて行われた「ミニミュンヘン」が発祥とされ、日本に数多く生まれた各地の「こどものまち」のモデルとなっている。
子ども達は「市民」として登録され、「お店屋さんごっこ」は「仕事」と定義され、入職も退職も子ども達の自由意志で行われる。ただし、「仕事」の場に受け入れられる人数に限りがあるため、「職業案内所」による求人票が調整役となる。
「仕事」を通じて稼いだ通貨を「まち」で消費することで経済が回り、同時にその「まち」全体にかかわるルールを定め変えるために政治が必要となることから、銀行、市役所や議員や市長、税務署などの「仕事」が発生する。

## 歴史
- 1979年：ミュンヘン市で国際児童年を記念して「ミニミュンヘン」が行われる。
- 1997年：高知県香北町（現・香美市）で「ミニ香北町」が行われる（単発）。
- 1998年：福岡市の志賀島で「こども金印ランド」が行われる（単発）。
- 2002年
  - 千葉県佐倉市で「ミニさくら」が行われる。
  - 宮城県仙台市で「こどものまち」が行われる。
- 2003年
  - 千葉県市川市で「ミニいちかわ」が行われる。
  - 愛知県名古屋市で「ピンポン横丁」が行われる。
- 2004年：三重県四日市市で「こども四日市」が行われる。
- 2005年：神奈川県川崎市で「ミニたまゆり」が行われる。
- 2007年：神奈川県横浜市で「ミニヨコハマシティ」が行われる。
- 2007年：佐倉市で初の主催者交流会「こどものまち全国主催者サミット」が行われる。
- 2009年：横浜市で「こどものまちEXPO＆第２回・世界こどものまち会議」が行われる。
- 2017年：横浜市で子ども達主体の交流会「こどものまちU19サミット」が初めて行われる。

## 仕事ブース
こどものまちでは様々な仕事が用意される。遊びのプログラムとしての仕事1種目を「仕事ブース」と呼ぶ。仕事の広がりが「まち」としての性質を方向付けるが、大人の企図や子ども自身の願いや関わりにより、それぞれのまちで実現される「仕事」の種類や形態は千差万別であるし、同じ１つのこどものまちでも開催年によって違いが生まれる。
不可欠なものや共通して作られやすいものは、次の通り。
- 銀行
- 職業案内所（ハローワーク、ジョブセンター）
- 市役所
- 清掃局
- 警察
- 新聞社
- 放送局
- 病院
- 図書館
- 学校
- 裂き織り工房
- 看板屋
- 食堂
- おにぎり屋
- 飲みもの屋
- 綿あめ
- デパート
- タクシー

## こどものまち全国主催者サミット
こどものまちを主催する大人同士の情報交換と技術交流を目的に、それまで個別に情報収集や交流を重ねてきた各地の主催者が2007年に、ミニさくらの発祥の地である千葉県佐倉市において、一堂に会して話し合う事になった。また以後の開催についても話し合われ、翌年の仙台から順に各地を回る形で開催され、2016年まで途切れる事なく毎年開催された。ただし、毎年開催する事を定めていた訳ではない。第3回の横浜大会からは子ども達自身が主導したり企画するコーナーが生まれ、子ども同士の出会いの場としても機能するようになった。
- 2007年　千葉県佐倉市
- 2008年　宮城県仙台市
- 2009年　神奈川県横浜市
- 2010年　愛知県名古屋市
- 2011年　京都府京都市
- 2012年　千葉県市川市
- 2013年　埼玉県さいたま市
- 2014年　高知県高知市
- 2015年　静岡県静岡市
- 2016年　神奈川県相模原市
- 2018年　愛知県岡崎市

## U-19サミット
主催者サミットが「大人のための大会」である事を前提としているのに対して、サミット開催も会を重ねるたびに子ども主体の企画が増えていった。一方で主催者サミットに各地から子ども達を引率していくとなると費用負担の面でも各地の主催者の重荷ともなりかねず、子どものためのこどものまちに関わる子ども達が、自分たちのためだけに話し合いを持つ事を望んでも、その実現を大人の判断に委ねるしかなかった。
そんななか、2016年のサミット閉幕までに次回の主催者サミット開催までに1年以上の間が空く事がわかった。そこで横浜や愛知の主催者が若者や子ども達と話し合う中で、2017年に横浜で子ども達を中心に置いたサミットの開催を企図し、横浜市金沢区にてその第1回を実現させた。
- 2017年　神奈川県横浜市
- 2019年　兵庫県高砂市
- 2023年　千葉県市川市

## 話題

### サミット佐倉宣言
「こどものまち」に関する初めての共通理念については、2007年の全国主催者サミットにおいて「佐倉宣言」として3か条が代表者会議で検討した上で閉幕式で採択、宣言された。
1. 「こどもがつくるまち」は、それぞれのまちを愛する気持ちから生まれている。
2. 「こどもがつくるまち」は、こどもたちの決める力 変えて行く力から生まれている。
3. 「こどもがつくるまち」は、圧倒的に面白くて、徹底的に遊びのまちである。

### 密接に関連する行事
さまざまな交流や研究、あるいはより良い実践のための催しが行われているが、なかでも各地の「こどものまち」のあり方に影響を与えた行事が幾つかある。
- 2006年　「遊びに学ぶまち〜ドイツ日本子どもの参画交流会in東京・千葉」を市川市を主会場に開催
- 2008年　ベルリンで初めてのこどものまち世界会議を開催
- 2009年　横浜で国内初のこどものまち世界会議を開催

### 「こどものまち」を題材とした研究
学術研究や学位論文で「こどものまち」を取り上げるものも少なくないが、特筆すべきは、こどものまちの多様性や多面的価値を反映して、研究もまた、たいへん多様で多面的なアプローチがなされている。

### 学校教科書での紹介
中学校家庭科の教科書（開隆堂2021年度版）の4章「家庭生活と地域のかかわり」内にて、「遊びの都市ミニ・ミュンヘン」と題したコラム記事で、世界と日本の「こどものまち」について写真付きでの紹介がある。